# فرنسوا لويس فرانسي
فرانسوا لويس فرانسي (بالفرنسية: François-Louis Français)، (1814-1897)، والمعروف أيضا باسم لويس فرانسي، كان رساما وعامل طباعة حجرية فرنسي، ويعد واحدا من أكثر رسامي المناظر الطبيعية نجاحا على المستوى التجاري في القرن التاسع عشر. وهو تلميذ للرسام الفرنسي جون لجيغو. بدأ حياته المهنية من خلال دراسة الطباعة الحجرية والنحت على الخشب، ليصبح بعد ذلك فنانا غزير الإنتاج وعامل طباعة معروف. عمله كرسام ومصور واضح للعيان ومُدَوّنٌ في حوالي أربعين كتابًا والعديد من المجلات من أواخر عقد 1830 إلى عقد 1860. كما أنتج فرانسوا عددا كبيرا من الرسومات بواسطة الأقلام والحبر، مُعزَّزَةً بمادة «حبر السبيدج».